# Lispe inaequalis
Lispe inaequalis är en tvåvingeart som först beskrevs av Malloch 1922.  Lispe inaequalis ingår i släktet Lispe och familjen husflugor.
Artens utbredningsområde är Thailand. Inga underarter finns listade i Catalogue of Life.